# Jazzy H
Morten Trier - bedre kendt under sit alias Jazzy H (født juli 1968) er en dansk rapper og tekstforfatter, der blev kendt som den ene tredjedel af den succesfulde rap-trio Østkyst Hustlers.

## Karriere
I 1991 udgav han julesangen "Op til Jul" sammen med Chief 1 under aliasset BOSSEN & Bumsen. Den har været inkluderet på flere af NOW Musics julealbum.
I 1993 var han med til at lave rap-radioføljetonen Bo han hadede ikke julen, men det var tæt på, på P3's Børneradio i seks dele på sammenlagt 45 minutter sammen med Nikolaj Peyk og Bossy Bo. Da Børneradio ønskede at udgive den på CD, fik de forhandlet sig til at udgive et album på de maksimale 80 minutter, og de dannede gruppen Østkyst Hustlers.
Under sine optrædener med Østkyst Hustlers bærer han altid sorte solbriller, hvilket ifølge de øvrige bandmedlemmer bevirker, at han kan gemme sig i offentligheden ved blot at tage dem af, fordi folk derved ikke kan genkende ham.
Jazzy H er desuden tilknyttet gruppen Danser med Drenge, hvor han har fungeret både som gæste-rapper, og har skrevet rim og sangtekster under sit borgerlige navn i samarbejde med sangskriver Klaus Kjellerup.
I 2003 udgav han albummet Get a Life Selv sammen med Bossy Bo, efter Nikolaj Peyk havde forladt Østkyst Hustlers.
I 2010 medvirkede Jazzy H på sangen "Superstars" på Anders Matthesens andet rapalbum Villa Peakstate. Udover Matthesen selv medvirkede også Einar Enemark (kendt som MC Einar) og Bossy Bo. Albummet fik dog ekstremt dårlige anmeldelser.
Sideløbende med sin karriere i musikbranchen har Trier drevet en køreskole i Ishøj kaldet Triers Trafikskole, hvor han er kørelærer.
Jazzy H blev i oktober 2019 indlemmet i Dansk Freestyle Rap Hall of fame. 

## Diskografi

### BOSSEN & Bumsen
- Op til Jul (1991 - EP)

### Danser med Drenge
- Chiefen & Tjelly's ydmygende herskerinde mix (1993 - maxisingle)
- Sig mig ... er De klar over, hvem vi var? (1997)
- Som regel er vi glade (2003)

### Østkyst Hustlers
- Verdens Længste Rap (1995)
- Fuld af Løgn (1996)
- Så Hold Dog Kæft (1998)
- Hustlerstil 1995-2005 (2005)
- Titusind Timer (2020)

### Hustlerne
- Get a Life Selv (2003)